# العلاقات الإثيوبية الصومالية
العلاقات الإثيوبية الصومالية (بالصومالية: Xiriirka Itoobiya-Soomaaliya) هي العلاقات الثنائية بين إثيوبيا والصومال. للبلدين تاريخ حافل ومشترك لاشتراكهما بحدود برية طويلة نسبياً. ولقد كان من ملامح العلاقات بين البلدين وقوع عدد من الصراعات العسكرية خلال الفترة المعاصرة.

## التاريخ

### العصور القديمة ومطلع الفترة الحديثة
يعود تاريخ العلاقات التي ربطت شعبيّ ما يُعرف الآن بالصومال وإثيوبيا إلى العصور القديمة حيث يتشارك شعبيهما بأصلٍ مشترك واحد؛ إذ تعد منطقة إثيوبيا من بين الأوطان المقترحة علمياً لعدة مجموعات من شعوب القرن الأفريقي الأفروآسيوية.
قام الإمام الصومالي أحمد بن إبراهيم الغازي خلال القرن السادس عشر بشن حملة عسكرية ساعياً لغزو الحبشة في مجابهةٍ عسكرية تُعرف بالحرب العدلية الحبشية والتي آلت إلى بسط سلطنة عدل سيطرتها على حوالي ثلاثة أرباع الإمبراطورية الإثيوبية. وقد كادت قوات الإمام الغازي التي تألفت بصورةٍ أساسية من الصوماليين وحلفائهم العثمانيين أن تقضي على المملكة الإثيوبية القديمة. بيد أنَّ الحبشيين تمكَّنوا من تأمين مساعدة من قوات كريستوفاو دا غاما البرتغالية مستطيعين الإبقاء على وضع الحكم الذاتي لإقليمهم. وكان من تداعيات هذه الحرب أنها أدت إلى استنزافِ الموارد الاقتصادية والبشرية للدولتين مما أفضى إلى انحسار وتراجع قوتهما ودورهما، كما أدت إلى تغيرٍ في علاقات وتوازن قوى المنطقة خلال القرون التالية. ويقتفي كثيرٌ من المؤرخين آثار العداوة القائمة بين إثيوبيا والصومال إلى هذه الحرب. ويرى بعض الباحثين أن هذا الصراع أظهر فعاليّة الأسلحة النارية مثل شعيلة المفرقعة والمسكيت والمدافع والقربينة بالمقارنة مع الأسلحة التقليدية.

### الفترة الحديثة
أعادت السلطات البريطانية في الصومال البريطاني كل من هود (بالأمهرية: ሓውድ) وهي منطقة مراعي صومالية كانت من المفترض أنها 'محمية' بالمعاهدات البريطانية مع الصوماليين في عام 1884 وعام 1886، بالإضافة إلى إقليم أوغادين إلى إثيوبيا على أثر ضغوط حلفائهم في الحرب العالمية الثانية ومثيرةً بذلك استياء الصوماليين، وكانت الإعادة بموجب معاهدة تعود لعام 1897 تنازلت بموجبها بريطانيا عن أرض صومالية للإمبراطور الإثيوبي منليك الثاني مقابل المساعدة التي يقدمها في صد الغارات الصومالية. وقد أدخلت بريطانيا في المعاهدة حكماً يكفل تمتع مواطني المنطقة من الصوماليين بالحكم الذاتي، ولكن سرعان ما أدعت إثيوبيا سيادتها على المنطقة، وهو ما دفع بريطانيا إلى محاولة استرجاعها فقدمت عرضاً باء بالفشل عام 1956 لشراء هذه الأراضي بهدف إعادتها للصومال.
تصاعدت حدة التوترات بين البلدين لاحقاً على خلفية الخلاف على منطقة أوغادين مباشرةً بُعيد نيل الصومال لاستقلالها عام 1960. شنت مجموعة من الميليشيات المسلحة تمرداً في هودايو بتاريخ 16 يونيو عام 1963، وذلك عقب رفض الإمبراطور هيلا سيلاسي مطالبهم بالحكم الذاتي في أوغادين. رفضت الحكومة الصومالية في بادئ الأمر تقديم الدعم لهذه الميليشيات والتي بلغ قوام قواتها حوالي الثلاثة آلاف فرداً. شنت القوات الصومالية هجمات برية وجوية على طول الحدود في يناير 1964 وبدأت بدعم الميليشيات بعدما بعثت إثيوبيا بتعزيزات عسكرية إلى أوغادين. ونفذت القوات الجوية الإثيوبية ضربات انتقامية رداً على الصومال على طول الجبهة الجنوب غربية في بلدة فيرفير الحدودية الواقعة شمال شرقي بلد وين وجالكعيو. توصلت السلطات الإثيوبية والصومالية إلى اتفاق وقف لإطلاق النار بتاريخ 6 مارس 1964، ووقع الطرفان اتفاقاً في الخرطوم في نهاية الشهر تعهد البلدان بسحب قواتهما من الحدود وإيقاف الدعاية العدوانية والمباشرة بمفاوضات السلام، كما وأوقفت الصومال دعمها للمليشيات.
اندلعت حرب أوغادين في يوليو 1977 بين البلدين جراء سعي حكومة سياد بري لضم أوغادين إلى الصومال الكبير. سيطرت القوات المسلحة الصومالية خلال الأسبوع الأول من الصراع على الأجزاء الجنوبية والوسطى من أوغادين، وحققت خلال معظم الحرب انتصارات متواصلة على الجيش الإثيوبي وتَبِعت فلولهم وصولاً إلى محافظة سيدامو جنوبي إثيوبيا. سيطرت الصومال بحلول سبتمبر 1977 على حوالي 90 بالمئة من أوغادين واستولت على مدن إستراتيجية مثل جيجيجا وأحكمت حصارها على مدينة ديرة داوا مهددةً بقطع خط القطار الواصل بين المدينة وجيبوتي. تدخل تحالف سوفيتي مؤلف من نحو عشرين ألف مقاتل كوبي وعدة خبراء روس لمساعدة نظام ديرغ الشيوعي بعد حصار هرر. وانسحبت القوات الصومالية من أوغادين في النهاية عام 1978. وقد دفع هذا التغيير على الأرض الذي ساعد السوفييت في تحقيقه حكومة سياد بري إلى البحث عن حلفاء آخرين لها، ما مكنها في نهلية المطاف من بناء أضخم جيش على القارة بأكملها.
دخلت العلاقات بين إثيوبيا والصومال مرحلة جديدة بالترافق مع التغيرات التي طرأت على نظامي الحكم في البلدين خلال مطلع تسعينيات القرن العشرين نتيجة الحرب الأهلية الإثيوبية والحرب الأهلية الصومالية. سيطر ما يُعرف بتنظيم اتحاد المحاكم الإسلامية على جزء كبير من جنوب الصومال عام 2006، وعمِل على فرض الشريعة بالقوة. عملت الحكومة الاتحادية الانتقالية التي أُنشِئت حديثاً على إعادة تثبيت سلطتها في البلاد، وتمكنت من طرد منظمة المحاكم وتحرير الجنوب بمساعدة القوات الإثيوبية وقوات حفظ السلام التابعة للاتحاد الأفريقي، بالإضافة للدعم الجوي الذي قدمته الولايات المتحدة. تشرذم تنظيم اتحاد المحاكم الإسلامية بعد هزيمته وانبثق عنه فصائل مختلفة عدة. قامت بعض المجموعات المتطرفة ومنها حركة الشباب التابعة لتنظيم القاعدة بإعادة تنظيم صفوفها لمواصلة تمردها العسكري على الحكومة الاتحادية الانتقالية وعارضت الوجود العسكري الإثيوبي في الصومال. استطاعت الميليشيات المسلحة إجبار القوات الإثيوبية على الانسحاب بحلول شهر يناير من عام 2009. شارك ممثلون عن الحكومة الاتحادية الانتقالية وجماعة تحالف إعادة تحرير الصومال الإسلامية في محادثات سلام بوساطة الأمم المتحدة أُجريت في جيبوتي خلال الفترة من 31 مايو حتى 9 يونيو عام 2008. أسفر المؤتمر عن توقيع اتفاق يدعو لانسحاب القوات الإثيوبية مقابل وقف المجابهة العسكرية. وتم توسيع البرلمان ليصبح مجموع عدد مقاعد أعضاءه 550 مقعداً، وذلك بغية استيعاب أعضاء الجماعة والتي انتخبت زعيمها بعد حين.
انطلقت في أكتوبر 2011 عملية عسكرية دولية مُنسقة للقضاء على حركة الشباب في جنوب الصومال، وقد شاركت القوات المسلحة الإثيوبية في المهمة في الشهر التالي. ووفقاً لما ذكره مفوض الاتحاد الأفريقي للأمن والاستقرار رامتان لامارما فمن المتوقع أن تُسهم التعزيزات العسكرية الإضافية المستقدمة من إثيوبيا والاتحاد الأفريقي في مساعدة القوات الصومالية على زيادة رقعة سيطرتهم تدريجياً.
تأسست حكومة الصومال الاتحادية بتاريخ 20 أغسطس عام 2012، وهي أول حكومة مركزية دائمة في البلاد منذ دخولها في الحرب الأهلية. وانتُخِبَ حسن شيخ محمود رئيساً جديداً للصومال في الشهر الذي تلاه، وقد رحبت إثيوبيا بانتخابه وحضر رئيس الوزراء الإثيوبي هايلي مريام ديسالين حفل تنصيب محمود.
ووقع الرئيس الصومالي حسن شيخ محمود، في 6 يناير 2024، قانونا لإلغاء اتفاقية بحرية بين إثيوبيا وإقليم أرض الصومال الانفصالي.